# Zawsze gdzieś czeka ktoś
Zawsze gdzieś czeka ktoś... – trzeci studyjny album Anny Jantar nagrany dla wytwórni Polskie Nagrania „Muza” w 1977.

## Lista utworów
1. „Zawsze gdzieś czeka ktoś” (R. Sadowski/J. Kukulski)
2. „Koncert na deszcz i wiatr” (J. Kondratowicz/W. Parzyński)
3. „Kto umie tęsknić” (W. Patuszyński/J. Kukulski)
4. „Radość najpiękniejszych lat” (J. Kondratowicz/W. Jagielski/J. Kukulski)
5. „Godzina drogi” (R. Surmacewicz/J. Milian)
6. „Dyskotekowy bal” (M. Bellan/J. Kukulski)
7. „Tak blisko nas” (J. Kondratowicz/M. Śniegocki)
8. „Gdy on natchnieniem jest” (P. Howil/J. Kukulski)
9. „Kto powie nam” (L. Konopiński/R. Surmacewicz/J. Kukulski)
10. „Zgubiłam klucz do nieba” (J. Kondratowicz/W. Parzyński/W. Pawelec)
11. „Jak w taki dzień deszczowy” (A. Kudelski/W. Parzyński)
12. „Panna na wydaniu” (R. Surmacewicz/M. Śniegocki)

## Skład
- Anna Jantar – śpiew
- Andrzej Tenard – śpiew (3)
- Orkiestra pod dyr. Jarosława Kukulskiego
- Alibabki – zespół wokalny
- Jacek Złotkowski – reżyser nagrania
- Michał Gola – operator dźwięku
- Stanisław Żakowski – opracowanie graficzne